# Задача фирмы
Задача фирмы – формализованная модель выбора фирмой объема выпуска и объема используемых факторов производства при заданных ограничениях. Задача фирмы наряду с задачей потребителя является основополагающей при построении моделей частичного и общего равновесия, а также для макроэкономических моделей, которые основываются на идее общего равновесия. Задача потребителя позволяет строить функции спроса, а задача фирмы функции предложения. Модели общего равновесия позволяют анализировать эффект от воздействия различных шоков, включая политику государства.
Множество, в котором осуществляется выбор, называется технологическим множеством, каждый элемент которого представляет собой некоторую комбинацию выпуска и используемых факторов производства. Предполагается, что граница технологического множества описывается производственной функцией, которая описывает максимально возможный выпуск при заданном объеме ресурсов.
Чаще всего считают, что поведение фирмы описывается производственной функцией, и фирма находится на границе производственных возможностей. Цены выпуска и факторов заданы. Тогда задача выбора сводится к максимизации прибыли при заданных ценах, либо к минимизации затрат на при заданных ценах и заданном (минимально приемлемом) уровне выпуска.
Решением задачи фирмы является функция предложения и функция спроса на факторы производства.

## Формализация
При решении задачи предполагается, что:
1. Выпуск фирмы и все факторы производства торгуются на рынках.
2. Цена на выпуск фирмы и факторы производства заданы, и фирма не может на них повлиять.
3. Фирма находится на границе производственных возможностей (технологическая эффективность).

### Задача максимизации прибыли
Задача максимизации прибыли фирмы сводится к выбору такого производственного плана, который максимизирует функцию прибыли фирмы. В наиболее общем виде ее можно сформулировать следующим образом:
{\displaystyle \max _{y\in Y}\pi =p\cdot y},
где {\displaystyle Y} – технологическое множество; {\displaystyle y} – производственный план; {\displaystyle p} – вектор цен (для выпуска и для факторов).
Если технологическое множество описывается производственной функцией, то задачу по переформулировать следующим образом:
{\displaystyle \max _{z}\pi =pf(z)-wz},
где {\displaystyle z} – факторы производства; {\displaystyle p} – цены на продукцию фирмы; {\displaystyle w} – цены на ресурсы.
Решением задачи максимизации прибыли является функция спроса на факторы производства, зависящая от цен {\displaystyle z=z(p,w)}

### Задача минимизации издержек
Задача минимизации издержек при заданном уровне цен и минимально приемлемом уровне выпуска формулируется следующим образом:
{\displaystyle \min _{z}=w\cdot z}
{\displaystyle f(z)\geq y}
Решением задачи максимизации прибыли является функция спроса на факторы производства, зависящая от цен и выпуска {\displaystyle z=z(p,w)} (функция условного спроса на факторы).

## Пример
В макроэкономике задача фирмы часто формулируется следующим образом:
{\displaystyle \max _{K,L}\pi =F(K,L)-rK-wL}
где {\displaystyle K} – капитал; {\displaystyle L} – труд; {\displaystyle F(K,L)} – производственная функция репрезентативной фирмы; {\displaystyle r} – стоимость аренды капитала; {\displaystyle w} – ставка реальной заработной платы.
Условия первого порядка: {\displaystyle MPL=w}, {\displaystyle MPK=r}. Спрос на труд и капитал определяется равенством предельной отдачи соответствующего фактора и его цены, складывающейся на рынке.